# Královská zlatá medaile

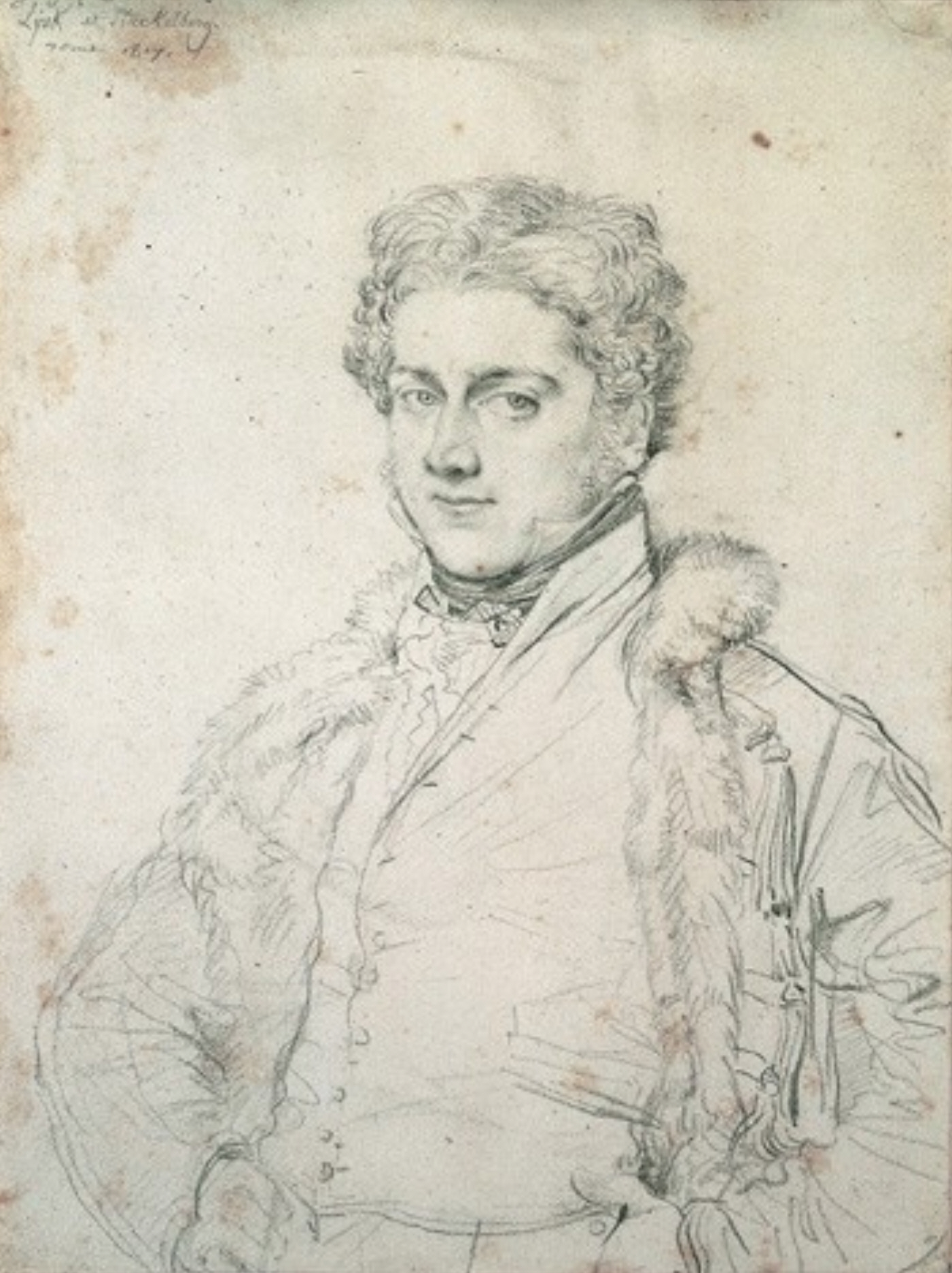
Anglický architekt Charles Robert Cockerell byl v roce 1848 prvním nositelem Královské zlaté medaile.

Královská zlatá medaile za architekturu (anglicky Royal Gold Medal for architecture) též Zlatá medaile RIBA je cena udělovaná každoročně Královským institutem britských architektů (Royal Institute of British Architects) pod záštitou britského panovníka, jako uznání jednotlivci nebo skupině za podstatný přínos v oblasti mezinárodní architektury. Tato medaile je udělována za dílo jako celek, spíše než za jednu budovu vyprojektovanou módním architektem.

## Historie
Medaile byla poprvé udělena v roce 1848 britskému architektovi Charlesi Robertu Cockerellovi. Mezi její nositele patří někteří světově uznávaní architekti 19. a 20. století, například Eugène Viollet-le-Duc (1864), Frank Lloyd Wright (1941), Le Corbusier (1953), Walter Gropius (1956), Ludwig Mies van der Rohe (1959) nebo Buckminster Fuller (1968).
Druhým oceněným se stal v roce 1849 italský architekt Luigi Canina a Zlatá medaile RIBA získala status mezinárodní ceny. Ne všichni držitelé byli architekti. Oceněni byli také stavební inženýři Ove Arup (1966) a Peter Rice (1992). Další výjimkou bylo udělení medaile městu Barcelona (1999). V roce 1901 a 1924 nebyla medaile udělena.

## Seznam laureátů
- 2023: Yasmeen Lari, Pákistán
- 2022: Balkrišna Doši, Indie
- 2021: Sir David Adjaye, Ghana
- 2020: Grafton Architects (Shelley McNamarová a Yvonne Farrellová), Irsko
- 2019: Sir Nicholas Grimshaw, Velká Británie
- 2018: Neave Bown, Velká Británie
- 2017: Paulo Mendes da Rocha, Brazílie
- 2016: Zaha Hadid, Velká Británie
- 2015: O'Donnell & Tuomey, Irsko
- 2014: Joseph Rykwert, Velká Británie[3]
- 2013: Peter Zumthor, Švýcarsko
- 2012: Herman Hertzberger, Nizozemsko
- 2011: David Chipperfield, Velká Británie
- 2010: I. M. Pei, Čína/USA
- 2009: Álvaro Siza Vieira, Portugalsko
- 2008: Edward Cullinan, Velká Británie
- 2007: Herzog & de Meuron, Švýcarsko
- 2006: Toyo Ito, Japonsko
- 2005: Frei Otto, Německo
- 2004: Rem Koolhaas, Nizozemsko
- 2003: Rafael Moneo, Španělsko
- 2002: Archigram, Velká Británie
- 2001: Jean Nouvel, Francie
- 2000: Frank Gehry, USA
- 1999: City of Barcelona, Španělsko
- 1998: Oscar Niemeyer, Brazílie
- 1997: Tadao Ando, Japonsko
- 1996: Harry Seidler, Rakousko/Austrálie
- 1995: Colin Rowe, Velká Británie/USA
- 1994: Michael a Patricia Hopkins, Velká Británie
- 1993: Giancarlo de Carlo, Itálie
- 1992: Peter Rice, Irsko
- 1991: Colin Stansfield Smith, Velká Británie
- 1990: Aldo van Eyck, Nizozemsko
- 1989: Renzo Piano, Itálie
- 1988: Richard Meier, USA
- 1987: Ralph Erskine, Velká Británie
- 1986: Arata Isozaki, Japonsko
- 1985: Sir Richard Rogers, Velká Británie
- 1984: Charles Correa, Indie
- 1983: Sir Norman Foster, Velká Británie
- 1982: Berthold Lubetkin, Rusko/Velká Británie
- 1981: Sir Philip Dowson, Velká Británie
- 1980: James Stirling, Velká Británie
- 1979: Charles and Ray Eames, USA
- 1978: Jørn Utzon, Dánsko
- 1977: Sir Denys Lasdun, Velká Británie
- 1976: Sir John Summerson, Velká Británie
- 1975: Michael Scott, Irsko
- 1974: Powell a Moya, Velká Británie/USA
- 1973: Sir Leslie Martin, Velká Británie
- 1972: Louis Kahn, USA
- 1971 Hubert de Cronin Hastings (1902–86), Velká Británie
- 1970 Robert Matthew, Velká Británie
- 1969: Jack Coia, Velká Británie
- 1968: Buckminster Fuller, USA
- 1967: Sir Nikolaus Pevsner, Německo/Velká Británie
- 1966: Ove Arup, Velká Británie/Dánsko
- 1965: Kenzo Tange, Japonsko
- 1964: Edwin Maxwell Fry, Velká Británie
- 1963: William Holford, Baron Holford, Velká Británie
- 1962: Sven Markelius, Švédsko
- 1961: Lewis Mumford, USA
- 1960: Pier Luigi Nervi, Itálie
- 1959: Ludwig Mies van der Rohe, Německo/USA
- 1958: Robert Schofield Morris, Kanada
- 1957: Alvar Aalto, Finsko
- 1956: Walter Gropius, Německo/USA
- 1955: John Murray Easton (1889–1975), Velká Británie
- 1954: Sir Arthur George Stephenson (1890–1967, Velká Británie
- 1953: Le Corbusier, Francie
- 1952: George Grey Wornum, Velká Británie
- 1951: Emanuel Vincent Harris, Velká Británie
- 1950: Eliel Saarinen, Finsko
- 1949: Sir Howard Robertson, Velká Británie
- 1948: Auguste Perret, Francie
- 1947: Sir Albert Richardson, Velká Británie
- 1946: Sir Patrick Abercrombie, Velká Británie
- 1945: Victor Vesnin, Sovětský svaz
- 1944: Sir Edward Maufe, Velká Británie
- 1943: Sir Charles Herbert Reilly, Velká Británie
- 1942: William Curtis Green, Velká Británie
- 1941: Frank Lloyd Wright, USA
- 1940: Charles Voysey, Velká Británie
- 1939: Sir Percy Thomas, Velká Británie
- 1938: Ivar Tengbom, Švédsko
- 1937: Sir Raymond Unwin, Velká Británie
- 1936: Charles Holden, Velká Británie
- 1935: Willem Marinus Dudok, Nizozemsko
- 1934: Henry Vaughan Lanchester, Velká Británie
- 1933: Sir Charles Reed Peers (1868–1952), Velká Británie
- 1932: Hendrik Petrus Berlage, Nizozemsko
- 1931: Sir Edwin Cooper, Velká Británie
- 1930: Percy Worthington, Velká Británie
- 1929: Victor Laloux, Francie
- 1928: Sir Guy Dawber, Velká Británie
- 1927: Sir Herbert Baker, Velká Británie
- 1926: Ragnar Ostberg, Švédsko
- 1925: Sir Giles Gilbert Scott, Velká Británie
- 1924: nebyla udělena
- 1923: Sir John James Burnet, Velká Británie
- 1922 Thomas Hastings, USA
- 1921: Sir Edwin Lutyens, Velká Británie
- 1920: Charles Girault, Francie
- 1919: Leonard Stokes, Velká Británie
- 1918: Ernest Newton, Velká Británie
- 1917: Henri Paul Nénot, Francie
- 1916: Sir Robert Rowand Anderson, Velká Británie
- 1915: Frank Darling, Kanada
- 1914: Jean-Louis Pascal, Francie
- 1913: Sir Reginald Blomfield, Velká Británie
- 1912: Basil Champneys, Velká Británie
- 1911: Wilhelm Dörpfeld, Velká Británie
- 1910: Sir Thomas Graham Jackson, Velká Británie
- 1909: Sir Arthur Evans, Velká Británie
- 1908: Honoré Daumet, Francie
- 1907: John Belcher, Velká Británie
- 1906: Sir Lawrence Alma-Tadema, Velká Británie
- 1905: Sir Aston Webb, Velká Británie
- 1904: Auguste Choisy, Francie
- 1903: Charles Follen McKim, USA
- 1902: Thomas Edward Collcutt, Velká Británie
- 1901: nebyla udělena
- 1900: Rodolfo Lanciani, Itálie
- 1899: George Frederick Bodley, Velká Británie
- 1898: George Aitchison, Velká Británie
- 1897: Pierre Cuypers, Nizozemsko
- 1896: Sir Ernest George, Velká Británie
- 1895: James Brooks (1825–1901), Velká Británie
- 1894: Lord Leighton, Velká Británie
- 1893: Richard Morris Hunt, USA
- 1892: César Daly, Francie (1811–94)
- 1891: Sir Arthur Blomfield, Velká Británie
- 1890: John Gibson, Velká Británie
- 1889: Sir Charles Thomas Newton, Velká Británie
- 1888: Baron Theophil von Hansen, Rakousko
- 1887: Ewan Christian, Velká Británie
- 1886: Charles Garnier, Francie
- 1885: Heinrich Schliemann, Německo
- 1884: William Butterfield, Velká Británie
- 1883: Francis Penrose, Velká Británie
- 1882: Heinrich von Ferstel, Rakousko
- 1881: George Godwin, Velká Británie
- 1880: John Loughborough Pearson, Velká Británie
- 1879: Melchior de Vogüé, Francie
- 1878: Alfred Waterhouse, Velká Británie
- 1877: Charles Barry, Velká Británie
- 1876: Joseph-Louis Duc, Francie
- 1875: Edmund Sharpe, Velká Británie
- 1874: George Edmund Street, Velká Británie
- 1873: Thomas Henry Wyatt, Velká Británie
- 1872: Friedrich von Schmidt, Německo/Rakousko
- 1871: James Fergusson, Velká Británie
- 1870: Benjamin Ferrey, Velká Británie
- 1869: Karl Richard Lepsius, Německo
- 1868: Sir Austen Henry Layard, Velká Británie
- 1867: Charles Texier, Francie
- 1866: Sir Matthew Digby Wyatt, Velká Británie
- 1865: Sir James Pennethorne, Velká Británie
- 1864: Eugène Viollet-le-Duc, Francie
- 1863: Anthony Salvin, Velká Británie
- 1862: Rev Robert Willis, Velká Británie
- 1861: Jean-Baptiste Lesueur, Francie (1794–1883)
- 1860: Sydney Smirke, Velká Británie
- 1859: Sir George Gilbert Scott, Velká Británie
- 1858: Friedrich August Stüler, Německo
- 1857: Owen Jones, Velká Británie
- 1856: Sir William Tite, Velká Británie
- 1855: Jacques Ignace Hittorff, Francie
- 1854: Philip Hardwick, Velká Británie
- 1853: Sir Robert Smirke, Velká Británie
- 1852: Leo von Klenze, Německo
- 1851: Thomas Leverton Donaldson, Velká Británie
- 1850: Sir Charles Barry, Velká Británie
- 1849: Luigi Canina, Itálie
- 1848: Charles Robert Cockerell, Velká Británie